# Pío García-Escudero Márquez
Pío García-Escudero Márquez, 4. hrabě z Badaránu (* 28. října 1952, Madrid, Španělsko) je španělský architekt a politik, v současnosti předseda španělského senátu.
V letech 1991–2003 byl členem madridského parlamentu, madridským senátorem (od roku 1995) a předsedou Strany lidové v Madridu v letech 1993–2004.

## Životopis
Narodil se v Madridu v roce 1952, jako jedno z deseti dětí Filipa García-Escudero y Torroba, 3. hraběte z Badaránu a Eloísy Márquez y Cano. Byl pojmenován po svém dědečkovi, 2. hraběti z Badaránu, který se jmenoval Pío García-Escudero y Fernández de Urrutia, který byl rectorem Technické univerzity v Madridu.
Pío García-Escudero Márquez vystudoval architekturu na Vyšší odborné škole architektonické v Madridu.
V roce 1982 se oženil s Marií del Carmen Ramos Pérez s níž má 2 syny. Pía Garcíu-Escudero Ramos (*1984) a Miguela Garcíu-Escudeor Ramos (*1987).